# Oxyphyllum
Oxyphyllum là một chi thực vật có hoa trong họ Cúc (Asteraceae).

## Loài
Chi Oxyphyllum gồm các loài: